# Partitions du Luxembourg
Ne doit pas être confondu avec Scission du Grand-duché de Luxembourg.

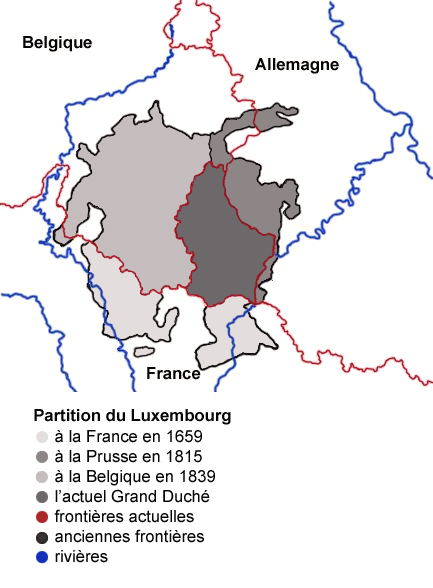
Évolution territoriale du Luxembourg de 1659 à 1839.

Les partitions du Luxembourg désignent les trois partitions du duché puis du Grand-duché au cours de l'histoire du Luxembourg. Elles font partie de l'évolution territoriale du Luxembourg.

## Première partition

La partition de 1659 enlève le Luxembourg français : ici en bleu-vert dans les régions autour de Diedenhofen (Thionville en français) et Montmédy.

Le Luxembourg est divisé pour la première fois en 1659, alors que le duché est en union personnelle avec le royaume d'Espagne. Pendant la guerre franco-espagnole de 1653, le royaume de France et le commonwealth d'Angleterre envahissent la majeure partie des Pays-Bas espagnols. Après le traité des Pyrénées, la France reçoit du Luxembourg les forteresses de Stenay, Thionville et Montmédy, ainsi que les terres aux alentours, territoire qui fut appelé ensuite « Luxembourg français ». La France annexe ainsi 1 060 km2 du duché, soit 10 % de la superficie du Luxembourg à cette époque.
La convention du 16 mai 1769 mit un terme à l'existence de plusieurs enclaves situées en France et au Luxembourg, appartenant à ces deux pays. Elle mit également un terme à divers prétentions et revendications territoriales. Par ailleurs, le ruisseau de Frisange devint désormais une frontière naturelle entre ces deux pays.

## Deuxième partition

Après l'annexion à la France, le départements des Forêts reprendra en partie le territorie de l'ancien duché de Luxembourg.

En 1795, pendant les guerres révolutionnaires françaises, le Luxembourg est annexé par la France et est inclus dans le département des Forêts. Le contrôle français sur la région se termine en 1814 après la défaite de Napoléon Ier, mais le statut du Luxembourg n'est déterminé que l'année suivante au congrès de Vienne.
Le Luxembourg est élevé au rang de grand-duché et la maison d'Orange reçoit l'intégralité des Pays-Bas, y compris le Luxembourg. Cependant, la Prusse, qui a reçu l'intégralité du Rhénanie et de la Westphalie, requiert la forteresse de Bitburg afin de compléter les fortifications de la frontières occidentales de la confédération germanique. Ce point n'est pas contesté par les autres parties.
La deuxième partition réduit le territoire du Luxembourg de 2 280 km2, soit 24 %. La Prusse gagne non seulement Bitburg, mais également les villes de Neuerburg, Saint-Vith, Schleiden et Waxweiler. Au total, la zone détachée comptait 50 000 habitants. Actuellement, ce territoire est partagé entre l'Allemagne et la Belgique, les Cantons de l'Est ayant été cédés à la seconde par la première en 1919.

## Troisième partition
La perte la plus importante a lieu en 1839, lors du traité de Londres. Au commencement de la révolution belge, la plupart des Luxembourgeois rejoignent les rebelles belges et prennent contrôle de la plus grande partie du Grand-duché, à l'exception de la capitale : Luxembourg-ville, défendue par sa forteresse et où subsiste un fort mouvement « orangiste », fidèle au grand-duc de Luxembourg. Cela entraine le période de la « question du Luxembourg ». La première proposition de la conférence de Londres prévoit que la totalité du grand-duché reste en union personnelle avec les Pays-Bas, et est rejetée par le roi Léopold Ier de Belgique. En juillet 1831, la conférence décide de remettre l'examen du statut du Luxembourg à plus tard ; les Pays-Bas, qui acceptent cette décision, envahissent la Belgique pour la contraindre à accepter la limitation. Après leur retrait, la conférence propose une troisième suggestion, la division du Luxembourg entre les deux pays, la plus grande partie du territoire revenant à la Belgique, à l'exception de la ville de Luxembourg qui reste sous contrôle des Pays-Bas. Après l'accord de Léopold Ier, le traité est signé le 15 novembre 1831. Le roi Guillaume Ier des Pays-Bas rejette initialement la proposition mais accepte finalement la partition en 1839 après plusieurs années d'impasse.
Avec cette troisième partition, le Luxembourg perd tous ses territoires occidentaux, c'est-à-dire les villes d'Arlon, Aubange, Bastogne, Durbuy, Marche-en-Famenne, Neufchâteau et Virton. Avec le duché de Bouillon, ils forment la province belge du Luxembourg. Le territoire cédé à la Belgique totalise 4 370 km2, 65 % de la superficie du Grand-duché à l'époque. La population concernée atteint 175 000 habitants, la moitié du total du Luxembourg.